# Município de San Quintín
San Quintín é um município do estado do Baja California, no México. A sua cabecera municipal e sede do governo é San Quintín.